# モーリス・パーティル
モーリス・”モー”・パーティル（英語: Maurice "Moe" Purtill、1916年5月4日 - 1994年3月9日）は、グレン・ミラー楽団のメンバーとして有名なアメリカ合衆国のドラマーである。

## 経歴
ニューヨーク州のハンティントンに生まれた。高校を中退し、ニューヨークのスタジオでフリーランスのドラマーとしてキャリアをスタートさせる。20歳のときにレッド・ノーヴォのバンドに所属。その後ミルドレッド・ベイリーのバンドに所属した。1937年にグレン・ミラーと共演した後に、1938年から1939年にかけてトミー・ドーシーのバンドに所属。1939年から1942年の間はグレン・ミラー楽団に所属した。楽団の解散後は、1944年までケイ・カイザー楽団に所属し、その後アメリカ海軍に入隊した。除隊後はテックス・ベネキーの指揮するグレン・ミラー楽団（テックス・ベネキー＆グレン・ミラー・オーケストラ）に参加した。
その後、様々なスタジオで録音を行うようになった。パーティルはバディ・リッチ、トリガー・アルパート、サックス奏者のジャック・パーマーらと親交があった。1970年代初頭までニューヨーク州で暮らしていたが、その後フロリダ州のサラソタに移住した。
1978年に活動を引退。1994年にニュージャージー州リッジウッドの病院で死去した。